# Emil Joseph Diemer
Emil Joseph Diemer o Emil Josef Diemer (Radolfzell, 15 maggio 1908 – Gengenbach, 10 ottobre 1990) è stato uno scacchista e giornalista tedesco.

## Biografia

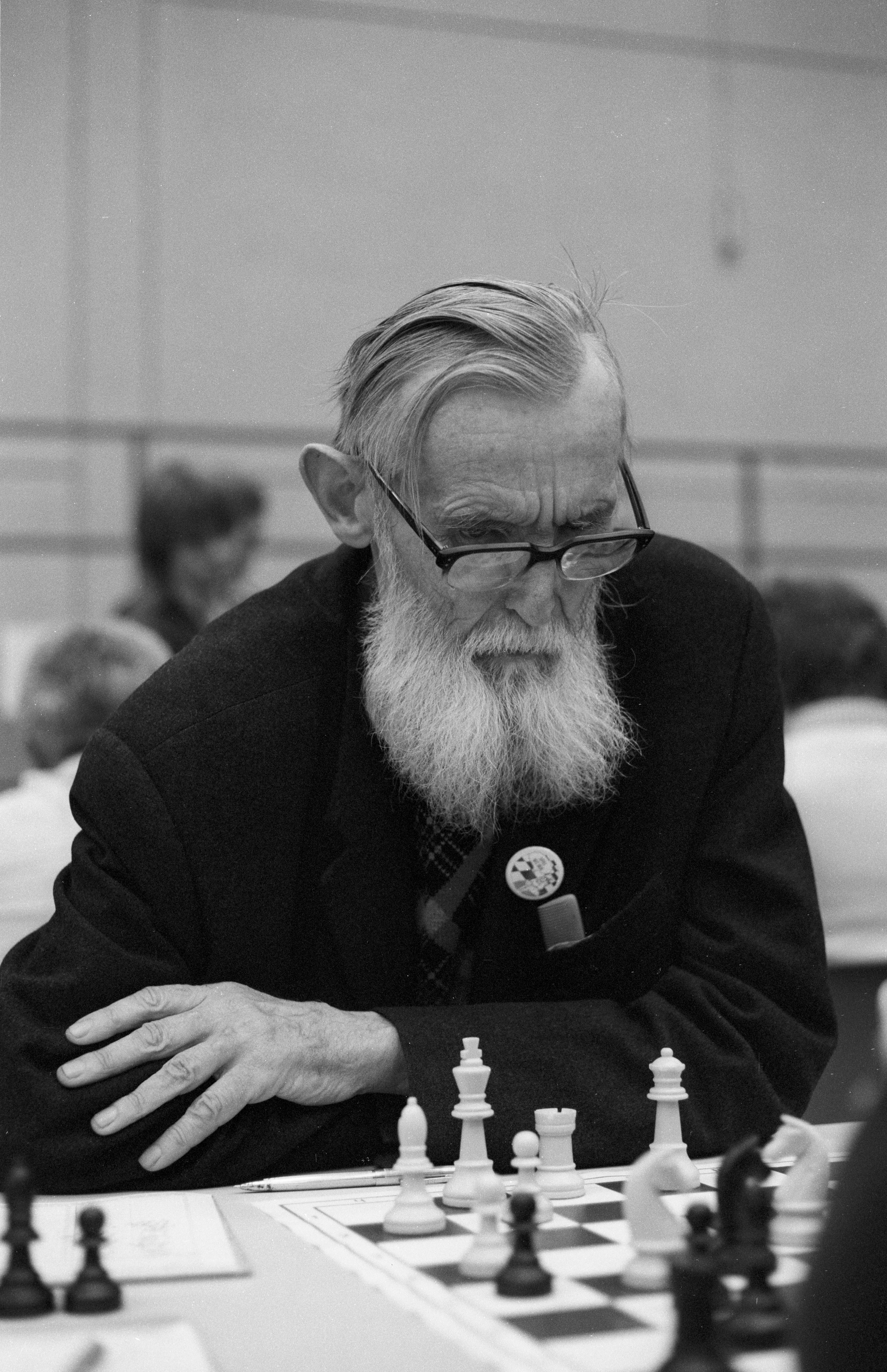
Emil Joseph Diemer durante una delle sue partite di scacchi

Emil Joseph (o Josef) Diemer nacque il 15 maggio 1908 nella cittadina tedesca di Radolfzell, nel Baden. Nel 1931 rimase senza lavoro e si unì al partito nazista tedesco, del quale divenne membro attivo. Fu presente a tutti i più importanti eventi scacchistici internazionali come "reporter di scacchi del Grande Reich tedesco". I suoi articoli giornalistici apparvero spesso nelle pubblicazioni naziste. Nel 1943, in uno di essi, mosse una forte critica priva di fondamento verso lo stile di gioco difensivo di Klaus Junge, considerato il più forte scacchista tedesco dell'epoca, venendo tuttavia da questi sconfitto nello stesso periodo in un torneo di partite per corrispondenza.
Dopo la seconda guerra mondiale continuò la sua attività di giornalista scacchistico, vendette libri di scacchi e diede simultanee, ma lo stigma del suo passato nazista gli rese difficile mantenersi in questo modo. Come maestro di medio livello, inoltre, i suoi successi negli scacchi furono pochi. Nel 1953 fu espulso dalla Federazione scacchistica della Germania, avendo accusato in una campagna stampa i loro funzionari di "omosessualità e corruzione di giovani".
Fu solo nel 1956, in Olanda, che Diemer ottenne finalmente un primo vero successo, vincendo il gruppo delle riserve del torneo Hoogovens e successivamente l'Open Championship dei Paesi Bassi.
Col passare del tempo divenne meno interessato agli scacchi e sempre più interessato a Nostradamus, il chiaroveggente francese del XVI secolo: affermò, infatti, di aver decifrato il suo codice segreto e di avergli spedito, in 25 anni, oltre 10 000 lettere sull'argomento. Nel 1965 fu quindi ricoverato in una clinica psichiatrica a Gengenbach. Il direttore della clinica, ritenendo che gli scacchi fossero stressanti per Diemer, gli proibì di giocare, revocandogli il divieto sei anni dopo, nel 1971, ritesserandolo nella federazione scacchistica tedesca e facendolo gareggiare come membro di una squadra di club scacchistica della Germania. Mancando ancora d'indipendenza finanziaria, tuttavia, continuò a risiedere a Gengenbach come paziente semiresidenziale dell'ospedale fino alla fine della sua vita, avvenuta il 10 ottobre 1990, all'età di 82 anni.
Come giocatore di scacchi, Diemer in vita giocò diverse aperture non ortodosse, che da lui trassero o aggiunsero il nome, come il gambetto Diemer-Duhm (1. d4 d5 2. e4 e6 3. c4) e il gambetto Alapin-Diemer (1. d4 e6 2. e4 d5 3. Ae3), ma è famoso soprattutto per aver perfezionato un'apertura giocata in passato dallo scacchista statunitense Armand Edward Blackmar (1. d4 d5 2. e4 dxe4 3. f3), nota quindi come gambetto Blackmar-Diemer (1. d4 d5 2. e4 dxe4 3. Cc3 Cf6 4. f3), col quale era solito indirizzarsi verso la linea principale (4...exf3 5. Cxf3) o verso il gambetto Ryder (5. Dxf3), sfruttando poi temi legati alla trappola Halosar.

## Opere
- (DE)  56 Mal Weltmeisterschach (8 volumi), Kecskemét, Magyar Sakkvilág, 1938;
- (DE)  Das Moderne Blackmar-Diemer-Gambit, vol. 1, Heidelberg, Schmaus, 1976.